# Battaglia di Otterburn
La battaglia di Otterburn si svolse, secondo le fonti scozzesi, il 5 agosto 1388, o il 19 agosto, secondo quelle inglesi; tale scontro fa parte delle continue guerre di frontiera fra l'Inghilterra e la Scozia.
Combattuta in parte durante la notte, si concluse con la vittoria degli scozzesi, guidati da James Douglas, secondo conte di Douglas, che sconfissero Henry Percy, soprannominato "Hotspur" (letteralmente: "sperone caldo") e figlio del primo conte di Northumberland. Douglas perì nella battaglia, sebbene la sua vittoria accrebbe il prestigio della propria casata, principalmente fra i combattenti di frontiera della Scozia.
Parteciparono alla battaglia vari clan scozzesi, fra cui i Johnstone, i Graham, i Gordon, gli Swinton, e i Lindsay.

## A Newcastle
Quando nell'estate del 1388 la recente tregua con l'Inghilterra terminò, gli scozzesi iniziarono ad attaccare su entrambi i confini orientale ed occidentale, avvantaggiandosi delle crescenti divisioni in seno a due potenti famiglie, i Percy ed i Nevill, che controllavano la frontiera. In agosto, il conte di Douglas condusse un attacco particolarmente pesante al porto di Newcastle. Ciò era rischioso: egli non disponeva infatti dei mezzi necessari per condurre un assedio; Newcastle era una delle principali basi di coscrizione settentrionali per l'esercito inglese, quindi era molto probabile che all'interno della città fossero presenti numerosi soldati pronti a difendere le mura. Con il conte di Northumberland presso Alnwick, le truppe anglosassoni erano guidate dal fratello del conte, Harry Hotspur. Tuttavia, l'assenza del conte era comunque un potenziale danno per gli scozzesi, poiché restava la possibilità che, qualora fossero stati costretti a battere in ritirata, se il conte fosse tornato a Newcastle avrebbe potuto condurre contro di loro un ulteriore attacco. Tuttavia, l'intraprendenza dell'attacco condotto dal conte Douglas indusse gli inglesi a supporre che le sue truppe fossero solo l'avanguardia di un esercito di gran lunga più numeroso che, presumibilmente, era sul punto di raggiungere Newcastle; infatti erano state frequenti le schermaglie presso le difese esterne vicino alle mura occidentali.
Stando a quanto racconta Jean Froissart, Douglas raccontò d'aver catturato lo stendardo di Hotspur, sebbene si ritiene che tale particolare sia stato aggiunto alla narrazione per inserire una nota di colore nella storia, com'era in uso presso i cronachisti.
La mattina del 18 agosto Hotspur si accorse che i nemici si erano dileguati durante la notte. Da quel momento, comprese l'inganno messo in atto dagli scozzesi e decise di mettersi in marcia per inseguire in tutta fretta le truppe del conte Douglas prima che essi potessero tornare indietro oltre il confine. Hotspur, forte di circa 8 000 uomini, decise di condurre la totalità delle truppe all'inseguimento dei nemici, piuttosto che attendere i rinforzi promessi da John de Fordham, vescovo di Durham.

## Verso Otterburn
Dopo aver abbandonato Newcastle, Douglas si diresse a nord-ovest, verso la valle del fiume Rede, con l'intenzione di seguire una qualche strada per ritornare in Scozia, la stessa che aveva percorso per entrare in Inghilterra. La ritirata non fu particolarmente frettolosa, a dispetto degli ovvi rischi legati alla situazione. Le sue truppe avevano inoltre sottratto del bestiame ed ottenuto bottini di vario genere, per cui procedevano a rilento.
Tuttavia, una volta raggiunta la torre di Ponteland, distante poche miglia da Newcastle, decise di assaltare questo ostacolo non estremamente importante, dando così la possibilità ad Hotspur di essere messo al corrente circa la direzione della propria ritirata.
Dal pomeriggio di quello stesso giorno, il conte Douglas risalì la valle del Rede fino a raggiungere Otterburn. Qui stabilì che venisse collocato un accampamento nel mezzo della strada: il lato destro del campo si trovava vicino al fiume e quello sinistro si allungava su una pendenza davanti alla brughiera, approssimativamente ad un miglio oltre la torre di Otterburn. Gran parte del giorno successivo (19 agosto), trascorse assaltando invano la torre vicina. Con gli uomini fiaccati dagli sforzi, Douglas si preparò a trascorrere una seconda notte accampato. Credendosi al sicuro da eventuali attacchi, non si preoccupò neppure di disporre delle sentinelle.

## L'attacco di Hotspur
Nel frattempo, la marcia di Hotspur da Newcastle procedeva con successo, ma è probabile che egli credesse che gli scozzesi si trovassero molto più lontani. Raggiunse la valle del Rede al tramonto del 19 agosto, cercando un luogo dove accamparsi: le truppe erano stanche e disposte in una colonna che si protraeva da Ponteland. Tuttavia, anziché attendere l'alba del mattino seguente e permettere ai propri uomini di riposare e raggrupparsi prima della battaglia per far uso degli arcolungo tipicamente inglesi, decise di condurre l'attacco immediatamente, nel tentativo di cogliere di sorpresa gli scozzesi mentre dormivano; dispose una parte dell'esercito in un ampio spiazzo a nord, sorpassò il lato sinistro degli scozzesi affinché non potessero fuggire, mentre la parte più numerosa delle truppe si lanciava in un attacco frontale.

## La reazione scozzese
Dato l'improvviso attacco notturno degli inglesi, c'era una notevole confusione nell'accampamento scozzese. Così la situazione viene descritta nel Chronicle of Pluscarden:
(Chronicle of Pluscarden)
Adunando il maggior numero di uomini possibile, Douglas intraprese il contrattacco. Si accostò al fianco destro di Percy da nord, caricando rapidamente lungo un pendio boschivo con una leggera incurvatura, che gli permise di avvicinarsi per gli ultimi 182 metri senza essere scorto, prima di precipitarsi sulle truppe inglesi, colte di sorpresa. A causa della scarsa visibilità, la battaglia proseguì senza che Percy potesse fare effettivamente uso degli arcieri; ciascun soldato combatté uno scontro corpo a corpo, poiché la luce presente consentiva di vedere soltanto a poca distanza da sé. Brevi interruzioni dello scontro si profilavano ogni volta che le nuvole adombravano la luna, interrompendo momentaneamente la già scarsa visibilità; la battaglia proseguì per diverse ore.
Ad un certo punto della notte, morì il conte James Douglas, sebbene non si riuscì a capire né chi l'avesse abbattuto né come, sebbene al riguardo è presente la narrazione teatrale di Froissart. Il suo cadavere fu rinvenuto la mattina seguente, privato dell'armatura e con una profonda ferita al collo. Ignorandone la morte, il resto delle truppe continuò a combattere, respingendo le truppe inglesi verso un crepaccio. All'alba, l'esercito di Hotspur iniziò a dissolversi, con uomini che battevano in ritirata sempre in numero maggiore. Hotspur fu fatto prigioniero da Sir John Montgomery, così come suo fratello Ralph, gravemente ferito. In tutto oltre 1 800 uomini furono uccisi o catturati; una parte degli scozzesi fu a sua volta catturata durante l'inseguimento degli inglesi.
Si dice che, in punto di morte, Douglas abbia urlato: Il conte Percy vede la mia caduta(Earl Percy sees my fall). A prescindere dal fatto che ciò sia realmente accaduto o meno, le sue parole sono divenute un proverbio che viene applicato ogni qualvolta un vecchio rivale è testimone della propria sconfitta.
Quando la battaglia di Otterburn venne combattuta, il vescovo di Durham procedeva verso Newcastle con 2 000 cavalieri e 5 000 fanti. Le sue truppe giunsero a Ponteland il mattino del 20 agosto, dove incontrarono alcuni gruppi di soldati in fuga dal campo di battaglia; tale visione demoralizzò il resto delle truppe tanto da convincerli a desistere dal proseguire.

## Conseguenze
Una volta che la notizia della sconfitta raggiunse Londra, il vescovo di Durham fu criticato dal Royal Council per essere giunto in aiuto di Hotspur troppo tardi. Nessun provvedimento ufficiale fu adottato nei confronti di Henry Percy.
Le spoglie di Douglas furono riportate in Scozia ed arse con tutti gli onori presso l'abbazia di Melrose.

## Nella cultura di massa
- Sono state composte numerose ballate che celebrano la battaglia di Otterburn, fra cui The Battle of Otterburn e The Ballad of Chevy Chase.
- Nel romanzo di Eva Ibbotson, Great Ghost Rescue, il fantasma di uno scozzese racconta di essere morto nella battaglia di Otterburn.
- Vi sono chiari riferimenti alla battaglia nel film L'uomo che non è mai esistito (The Man Who Never Was).
- In Lord of Samarcand, di Robert E.Howard, viene spesso citata la battaglia di Otterburn.